# 林与泗
林与泗，孝感人，是一名清朝政治人物。进士出身。
林与泗曾于乾隆六年(1741年)接替臧琮任建宁府知府一职，乾隆八年(1743年)由庄年接任。